# Friedrich August Wolf
Friedrich August Wolf (n. 15 februarie 1759, Hainrode – d. 8 august 1824, Marsilia) a fost un savant german, filolog, istoric și critic literar. 
Este cunoscut îndeosebi pentru faptul că a fost primul savant care a examinat critic epopeile lui Homer, în cunoscuta sa lucrare Prolegomena zu Homer, punând în discuție unicitatea autorului epopeilor antice Iliada și Odiseea.

## Viața
Friedrich August Wolf s-a născut la 15 februarie 1759 în Hainrode, un sat din apropierea orașului Nordhausen din Germania (azi în landul Turingia). Tatăl său era învățător la școala din sat și organistul bisericii de acolo. Mai târziu, întreaga familie s-a mutat în Nordhausen și acolo tânărul Wolf a urmat școala gimnazială, la care a învățat, printre altele, limba greacă veche (elina) și limba latină.
În 1777, la vârsta de optsprezece ani, Wolf a mers la Universitatea din Göttingen. Există o anecdotă care menționează că prima sa acțiune la această universitate a fost ca o profeție: el a ales o facultate care nu exista încă, cea de "Filologie". Cererea sa a fost însă acceptată și el a fost primul student înscris la această nouă disciplină, căreia el i-a dat noi valențe prin întreaga sa carieră științifică. Totuși, în curând Wolf a intrat în conflict cu profesorul Christian Gottlob Heyne, care nu era de acord cu opiniile studentului său referitoare la epopeile homerice, ba chiar l-a exclus de la cursurile sale. Cu ambiția sa caracteristică, Wolf și-a continuat studiile în domeniul preferat la biblioteca universității din Göttingen; în același timp, pentru a se întreține, el a predat la școlile din Ilfeld și Osterode (1779–1783). Mai mult, el și-a găsit timp să publice o ediție a Banchetului lui Platon, fapt care a dus la promovarea lui în 1783 ca profesor la catedra de filozofie a Universității prusace din Halle. Atunci când Napoleon a ordonat închiderea a universității (1807), Wolf s-a mutat la Berlin, unde a fost numit membru al Academiei de Științe.
Friedrich August Wolf a contribuit mult la redresarea Prusiei, care a suferise pierderi enorme în timpul campaniilor napoleoniene. El a atribuit învățământului universitar nu numai o componentă intelectuală, ci și una morală, în sensul de neo-umanist: "Scopul final al existenței umane este construirea unei personalități". În strânsă colaborare cu Wilhelm von Humboldt, Johann Wolfgang von Goethe și Friedrich Schiller, el a introdus istoria antică și filologia ca discipline de prim ordin în sistemul universitar prusac.
Wolf a murit la 8 august 1824 la Marsilia, în timpul unei călătorii în Franța, pe care o începuse în luna aprilie a aceluiași an.

## Opera
Principalele opere publicate de către Friedrich August Wolf sunt:
- Antiquitäten von Griechenland, Hammerde, Halle, 1787
- Darstellung der Alterthums-Wissenschaft, Berlin, 1807. Réédition : Acta Humaniora, Weinheim, 1986, ISBN 3-527-17552-0
- Encyclopädie der Philologie, Expedition d. Europ. Aufsehers, Leipzig, 1831
- Kleine Schriften in lateinischer und deutscher Sprache. Olms, Hildesheim, 2003 
  - Vol. 1. Scripta latina, ISBN 3-487-12033-X
  - Vol. 2. Deutsche Aufsätze, ISBN 3-487-12034-8
- Prolegomena zu Homer. 1795, Reclam, Leipzig, 1908
- Prolegomena zu Homer. 1795, traducere în engleză (Prolegomena to Homer), Princeton University Press, Princeton, N.J. 1988 ISBN 0-691-10247-3

Eseul său cel mai renumit (rămas din păcate doar într-un stadiu fragmentar) poartă titlul Prolegomena zu Homer. Wolf, printr-o critică a textului (formă și conținut), a pus la îndoială unicitatea autorului celor două epopei antice, Iliada și Odiseea, lansând ipoteza cunoscută în filologia clasică drept problema homerică. El considera că Iliada și Odiseea sunt în realitate două compilații după poeme diferite, scrise în epoci diferite, de către autori diferiți.